# Coppa CEV 2005-2006 (femminile)
La Coppa CEV di pallavolo femminile 2005-2006 è stata la 26ª edizione del terzo torneo pallavolistico europeo per squadre di club; iniziata con la fase a gironi il 4 novembre 2005, si è conclusa con la final-four di Torino, in Italia, il 4 marzo 2006. Al torneo hanno partecipato 49 squadre e la vittoria finale è andata per la prima volta al Robursport Volley Pesaro.

## Squadre partecipanti
| - Albacete - USSP Albi - Martinus - Panathīnaïkos - Panellīnios - Balakovskaja AĖS - Atlant Baranoviči - Stella Rossa - Benidorm - BKS - Bratislavský - Slávia Bratislava - Královo Pole | - Rapid Bucarest - Diego Porcelos - Khimvolokno Čerkasy - Chieri - Famalicense - VDK Gent - Velika Gorica - Holte - Kaštela - Apollōnios - Asteríx Kieldrecht - Klagenfurt - Beşiktaş | - Karşıyaka - Bayer Leverkusen - Apollōn Limassol - ASKÖ Linz-Steg - Madeira - Branik - Novo Mesto - Slavyanka Minsk - Franches-Montagnes - ASPTT Mulhouse - Intercollege Nicosia - Džynestra - Zareč'e Odincovo | - Pollux - Olomouc - Robursport Pesaro - Piatra Neamț - PTPS - Rijeka - Schwechat Post - Kanti - Spartak Subotica - RSR Walfer |

## Primo turno

### Squadre qualificate
| - Albacete - Martinus - Panellīnios - Benidorm - Rapid Bucarest - Diego Porcelos | - Asteríx Kieldrecht - Beşiktaş - Slavyanka Minsk - Zareč'e Odincovo - Kanti |

## Ottavi di finale

### Squadre qualificate
- Martinus
- Balakovskaja AĖS
- Diego Porcelos
- Rapid Bucarest
- Chieri
- Beşiktaş
- Zareč'e Odincovo
- Robursport Pesaro

## Quarti di finale

### Squadre qualificate
| - Balakovskaja AĖS - Diego Porcelos - Chieri - Robursport Pesaro |

## Final-four
La final four si è disputata a Torino ( Italia). Le semifinali si sono giocate il 3 marzo mentre le finali per il terzo e il primo posto il 4 marzo.

### Finali 1º - 3º posto
|  | Semifinali        | Semifinali        | Semifinali |        |                   | Finale 1º/2º posto | Finale 1º/2º posto | Finale 1º/2º posto |  |
|  |                   |                   |            |        |                   |                    |                    |                    |  |
|  | Robursport Pesaro | Robursport Pesaro | 3          |        |                   |                    |                    |                    |  |
|  | Robursport Pesaro | Robursport Pesaro | 3          |        |                   |                    |                    |                    |  |
|  | Balakovskaja AĖS  | Balakovskaja AĖS  | 0          |        |                   |                    |                    |                    |  |
|  | Balakovskaja AĖS  | Balakovskaja AĖS  | 0          |        | Robursport Pesaro | Robursport Pesaro  | 3                  |                    |  |
|  |                   |                   |            |        | Robursport Pesaro | Robursport Pesaro  | 3                  |                    |  |
|  |                   |                   | Chieri     | Chieri | 1                 |                    |                    |                    |  |
|  | Chieri            | Chieri            | Chieri     | Chieri | 1                 | 3                  |                    |                    |  |
|  | Chieri            | Chieri            |            |        |                   | 3                  |                    |                    |  |
|  | Diego Porcelos    | Diego Porcelos    | 0          |        |                   | Finale 3º/4º posto | Finale 3º/4º posto | Finale 3º/4º posto |  |
|  | Diego Porcelos    | Diego Porcelos    | 0          |        |                   |                    |                    |                    |  |
|  |                   |                   |            |        |                   |                    |                    |                    |  |
|  |                   |                   |            |        |                   | Balakovskaja AĖS   | Balakovskaja AĖS   | 2                  |  |
|  |                   |                   |            |        |                   | Balakovskaja AĖS   | Balakovskaja AĖS   | 2                  |  |
|  |                   |                   |            |        |                   | Diego Porcelos     | Diego Porcelos     | 3                  |  |